# Утада Хикару
Утада Хикару (јап. 宇多田 光; Њујорк, 19. јануар 1983) јапанско-америчка је певачица, текстописац и музички продуцент. Музичке текстове почела је да пише у раној младости, након чега је потписала уговор са издавачком кућом Toshiba-EMI и наступала под сценским именом Cubic U. Први студијски албум објавила је 1998. године, али он није доживео комерцијални успех, а наредне године, под утицајем ритам и блуза и денс-попа објавила је албум на јапанском језику, који је доживео велики комерцијални успех и постао најпродаванији албум свих времена у Јапану. Наредни албум Distance, објављен 2001. године био је такође комерцијално успешан и оборио неколико рекорда продаје у Јапану, а велики број песама са њега нашао се на водећим позицијама музичких топ листа. 
Крајем 2000-их година, Утаду је часопис Јапан Тајмс прогласио најутицајнијим уметником деценије. Постигла је изузетан комецијални успех и једна је од музичарки са највише продатих издања, преко 52 милиона од почетка каријере до краја деведесетих година. Укупно је дванаест њених синглова доспело на прво место јанапске музичке листе, као и десет студијских албума. Поред певања, Утада је позната по писању песама и музичкој продукцији. Укупно је објавила седам албума за јапанско и три за америчко тржиште.

## Биографија
Рођена је 19. јануара 1983. године у Њујорку од оца Терузана, јапанског музичког продуцента и мајке Јунко, певачице. Када је имала десет година, Утада је почела да пише текстове за песме.
Током лета 1998. године преселила се у Токио где је похађађала основну школу, а касније Америчку школу.
Дана 7. септембра 2002. године удала се за Казуаки Кирија, фотографа и режисера, који је режирао неколико њених спотова. Развели су се 2. марта 2017. године. Утадина мајка извршила је самоубиство 22. августа 2013. године, скоком са зграде у Токију. Утада се удала се 23. маја 2014. године за Италијана Франческа Калиана, а 3. јула наредне године добили су сина. На званичној страници Утаде објављено је да се пар развео 6. априла 2018. године.

## Музичка каријера

### Почетак каријере
Са мајком је снимала песме и објављивала их под именом У3, до 1996. године, када је објавила соло песму I'll be Stronger, под псеудонимом Cubic U. Први сингл Утаде носи назив Close to You обрада је истоимене песме америчког поп дуа Карпентерс. Дана 28. јануара 1998. године објавила је свој први студијски албум под називом Precious.  Албум није доживео комерцијални успех, а ниједна песма са њега није се нашла на музичким листама у Јапану.

### 1998—2003: Афирмисање на јапанској музичкој сцени
Први албум за јапанско тржиште под називом First Love, објавила је 10. марта 1999. године, а песме са њега су џеј-поп, ритам и блуз и денс жанра. На албуму су се нашли синглови  Automatic/Time Will Tell који су продати у преко 2 милиона примерака и сингл . Албум је продат у преко 7 милиона примерака у Јапану и постао најпродаванији албум у историји јапанске музике. Наредни албумски сингл First Love нашао се на већини музичких листа у Јапану.
Након две године паузе, Утада је објавила албум Distance, 28. марта 2001. године. Албум је прве недеље од објављивања продат у 3 милиона примерака. Албумски синглови Addicted to You, Wait & See (Risk), For You / Time Limit и Can You Keep a Secret? доживели су велики успех и били на великом броју музичких листа, а албум је продат у око 4,5 милиона примерака у Јапану и тако постао најпродаванији албум године у тој држави. Синлгови Wait & See: Risk и Can You Keep a Secret? нашли су се на шестом и десетом месту Орион листе најпродаванијих синглова од 1. јануара 1999. до 24. априла 2006. године.
Године 2001. снимила је песму Blow My Whistle у сарадњи са америчким репером Фоксијем Брауном, за потребе филма Гас до даске 2. Песма се нашла на једанаестом месту америчке музичке листе Билборд 200 и првом месту листе Top Soundtracks.
Пре објављивања трећег студијског албума, Утада је објавила песме Traveling, Hikari и Sakura Drops/Letters. Албум Deep River објављен је 19. јуна 2002. године и на њему се налази дванаест песама. Током прве недеље од објављивања, албум је продат у 2,35 милиона примерака, а укупно у 3,6 милиона примерака, па је Утада постала једина певачица у историји јапанске музике чија су три узастопна албума премашила три милиона продаја. Албум је уједно био и најпродаванији те године у Јапану. Дана 29. јануара 2003. године Утада је објавила сингл Colors, што је било једино њено издање те године. Сингл је објављен на компакт диск формату, ДВД-у и као макси сингл. До 25. маја 2006. године, сингл је продат у скоро 894.000 примерака.

### 2004—2005
Утадин први компилацијски албум под називом  објављен је 31. марта 2004. године и на њему се налази петнаест песама. Постао је најпродаванији албум 2004. године у Јапану. Упркос великом успехз није имао велику промоцију и био је најслабије пласиран албум Утаде до тада. Продат је у преко 2,5 милиона примерака у Јапану и био 34. најпродаванији албум икада у тој држави. Дана 24. априла 2004. године, Утада је објавила сингл за јапанско тржиште под називом Dareka no Negai ga Kanau Koro, који је био на врху музичке листе две недеље заредом и продат је у 365.000 примерака до краја године. Средином 2004. године Утада се вратила у Њујорк и потписала уговор са издавачком кућом Island Def Jam Music Group. Дана 8. септембра 2004. године објавила је албум Exodus, за америчко тржиште. Албум је у Јапану објављен 9. септембра 2004. године и он је био њено четврто узастопно издање на првом месту музичке листе у Јапану са продатих 500.000 примерака током прве недеље од објављивања. Албум у Сједињеним Америчким Државама није био толико успешан, досегао је на стошезедесето место музичке листе Билборд 200. Easy Breezy био је водећи сингл албума, објављен у августу 2004. године, а након тога и сингл .
Наредни сингл за америчко тржиште Утаде био је Exodus '04, објављен 21. јуна 2005. године. Продуцент сингла био је Тимбаланд, који је заједно са Утадом и писао неке од песама. Сингл се нашао на двадесет и четвртој позицији листе Billboard Dance Music/Club Play Songs и деветој позицији музичке листе . Четврти сингл са Exodus '04 сингл издања You Make Me Want to Be a Man објављен је у октобру 2005. године и био је клупски хит у Сједињеним Државама, а за њега је објављен и видео спот.

### 2005—2008: Повратак у Јапан и објављивање нових албума
Годину дана након објављивања сингла Exodus '04, Утада одлази у Токио и враћа се на јапанску музичку сцену. Пре објављивања четвртог албума, објавила је успешне хит синглове Colors, Dareka no Negai ga Kanau Koro, Be My Last, Passion и Keep Tryin. This Is Love изабран је да промовише нови албум и имао је милион дигиталних преузимања. Четврти албум за америчко тржиште под називом Ultra Blue, објављен је 14. јуна 2006. године и на њему се налази тринаест песама. Продат је у више под пола милиона примера током прве недеље од објављивања и био је на врховима музичких листа у Јапану. Ultra Blue био је Утадин пети узастопни албум који се нашао на јапанским топ листама и који је продат у 500.000 примерака током прве недеље изузев њеног албума за тржиште енглеског говорној подручја. Издавачка кућа Toshiba EMI објавила је извештај 13. јула 2006. године у коме се наводи да је албум Ultra Blue продат у преко милион примерака широм света и да су песме са њега продате дигитално у више од 4 милиона примерака, што га чини једним од 10 најпродаванијих Toshiba EMI албума те године.  био је најпродаванији оригинални албум међу музичаркама у Јапану током 2006. године. Непосредно пре објављивања петог албума, Утада је објавила неколико синглова који су успели да се пласирају на музичке листе у Јапану, укључујући и хит сингл Flavor of Life који је постао најпродаванији дигитални сингл у Јапану са 7,5 милиона преузимања.
Непосредно пре објављивања петог студијског албума, Утада је објавила сингл Heart Station, који се нашао на првом месту музичких листа у Јапану и продат у више у 7,5 милиона примерака преко интернета. У то време Утада је била у Њујорку, где је разговарала са продуцентима издавачке куће Island/Def Jam о снимању новом албума на енглеском језику. Први сингл за нову издавачку кућу под називом  објављен је 29. августа 2007. године и нашао се на првом месту музичке листе . Године 2007. Утада је објавила сингл Flavor of Life и он је постао најпродаванији сингл 2007. године, а она омиљеним уметником 2007. године према годишњој анкети Орикона.  Продала је 12 милиона песама 2007. године, што је више од било ког другог јапанског музичара те године.
Утадин пети албум под називом Heart Station објављен је 19. марта 2008. године и постао је њен пети албум заредом који је био на првом месту листе јапанских музичких албума. Током прве недеље од објављивања, албум је продат у 480,081 примерак, а до јануара 2009. године према Орикон листи продат је у више од милион примерака.  био је најпродаванији албум дигиталног формата на Ајтјунсу и 2008. године у Јапану. Дана 20. октобра 2008. године, њена песма Eternally коришћена је за драму Невина љубав, а касније је објављена као дигитални сингл. Крајем 2008. године Утада је проглашена за омиљеног уметника у Јапану, по годишњој анкети Орикона.

### 2009—2010: Повратак у Сједињене Државе и објављивање новог албума
Дана 16. децембра 2008. године на интернету се појавила вест да ће наредни сингл Утаде на енглеском језику под називом Come Back to Me бити објављен на мејнстрим издању, 9. и 10. фебруара 2009. године под окриљем издавачке куће Исланд рекордс. Албум This Is the One објављен је 14. марта у Јапану и 12. маја 2009. године у Сједињеним Државама, за Исланд рекордс. Албум се нашао на првом месту у Јапану истог дана када је изашао, али био је Утадин први албум који, који се није нашао на недељним листама, још од албума Precious. Утада се 30. марта 2009. године појавила на њујоршкој радио станици Z-100, где је дала интервју. Дана 21. децембра 2009. године, Утада је објавила ремиксе песме Dirty Desire и након тога имала музичку турнеју у неколико градова у Јапану, потом у Сједињеним Државама и два концерта у Лондону. Карте за њен други концерт у Лондону пуштене су у продају 13. новембра и продате за само неколико сати.

### 2010—2015: Одлазак у Јапан и објављивање албума
У августу 2010. године Утада је на свом блогу објавила да ће имати одмор од музике, у периоду од две до пет година. Непосредно пре одмора објавила је компилацијски албум Utada Hikaru Single Collection Vol. 2, 24. новембра 2010. године. На албуму су се нашли сви њени јапански синглови, као и ЕП са пет нових нумера. Дана 27. септембра 2010. објавила је сингл Hymne à l'amour (Ai no Anthem), а песма садржи делове текста на јапанском и француском. Први компилацијски албум на енглеском језику под називом Utada the Best, објављен је 24. новембра 2010. године, а најављен је преко њеног веб-сајта, без других промоција. На албуму се налази шеснаест песама, а доступан за продају био је само у Јапану. Након тога објавила је сингл Goodbye Happiness, 9. новембра 2010. године.
Други компилацијски албум под називом  објављен је 24. новембра 2010. године и продат у 231.000 примерака током прве недеље од објављивања. Пре него што је отишла на одмор, Утада је одржала два концерта, 8. и 9. децембра 2010. године у Јокохами. Њен први концерт је стримован на интернету и и имао је 925.000 прегледа што је био рекорд праћења неког концерта уживо преко веб-сајта Ustream.tv. Јапанска ТВ станица НХК приказала је документарни филм о Утади, 15. јануара 2011. године под називом Utada Hikaru ~今のわたし~ (Utada Hikaru: Ima no Watashi, Utada Hikaru: What I Am). Филм садржи студијска извођења песама Show Me Love (Not a Dream) и Goodbye Happiness, као и интервју где је Утада причала о одлуци да паузира са музиком и ономе што планира да ради док се не буде бавила музиком. Филм је емитован и у Сједињеним Државама, 12. фебруара 2011. године и у Европи 2. фебруара 2011. године. Током паузе, Утада је добила велики број музичких награда.

### 2015—данас
Дана 3. јула 2015. године, Утада је на свом блогу објавила да је родила сина и да ради на новом албуму, а песме са албума писане су током њене трудноће. Објавила је нову песму Hanataba o Kimini, која је емитована 4. априла 2016. година, а једанаест дана касније песма је званично објављена као дигитални сингл. Шести студијски албум за јапанаско тржиште под називом Fantome, Утада је објавила 28. септембра 2016. године у Јапанау, а након два дана изашао је и  на Тајвану. На албуму се налази једанаест песама и оне су џеј-поп, ритам и блуз и електро жанра. До децембра 2017. године продат је у више од 687.000 примерака. Fantome је био комерцијално успешан албум и добио је углавном позтивне критике, а дебитовао је на првом месту музичке листе Oricon Albums, где је остао четири недеље заредом. Проглашен је за „Албум године” на додели Јапанских музичких награда. Утада је 9. фебруара 2017. потписала уговор са издавачком кућом Sony Music Japan, након што јој је истекао уговор са Јуниверзал рекордсом. Први дигитанлни сингл под окриљем нове издавачке куће Ōzora de Dakishimete објављен је 10. јула 2017. године, а други Forevermore 28. јуна исте године. Трећи сингл под називом  објављен је 8. децембра и била је песма филма Destiny: Kamakura Monogatari. Нови албум Утаде под називом Hatsukoi објављен је 27. јуна 2018. године, а на њему се налази дванаест песама. Након објављивања албума, певачица је имала турнеју која је почела 6. новембра 2018, а завршила се 9. децембра исте године. Албум се нашао на првом месту листе Орикон и продат је у преко 242.000 примерака. Дана 18. јануара 2019. године, Утада је објавила сингл Face My Fears, који је продуцирала заједно са музичарима Poo Bearom и Скрилексом.  објављен је као макси сингл. На Нетфликсу 26. јуна 2019. године објављен је филм о турнеји Утаде, под називом Utada's Laughter in the Dark.

## Дискографија

### Албуми за тржиште на јапанском језику
- 1999: First Love
- 2001: Distance
- 2002: Deep River
- 2006: Ultra Blue
- 2008: Heart Station
- 2016: Fantome
- 2018: Hatsukoi

### Албуми за тржиште на енглеском језику
- 1998: Precious
- 2004: Exodus
- 2009: This Is the One